# Hậu vệ Serie A xuất sắc nhất năm
Hậu vệ Serie A xuất sắc nhất năm là giải thưởng của Hiệp hội cầu thủ Ý dành cho hậu vệ xuất sắc nhất trong năm đang thi đấu tại giải Serie A. Đây  là một phần của giải thưởng "Oscar del calcio".

## Những người chiến thắng
| Năm  | Cầu thủ           | Câu lạc bộ             |
| ---- | ----------------- | ---------------------- |
| 2000 | Alessandro Nesta  | Lazio                  |
| 2001 | Alessandro Nesta  | Lazio                  |
| 2002 | Alessandro Nesta  | Lazio / AC Milan       |
| 2003 | Alessandro Nesta  | AC Milan               |
| 2004 | Paolo Maldini     | AC Milan               |
| 2005 | Fabio Cannavaro   | Juventus               |
| 2006 | Fabio Cannavaro   | Juventus / Real Madrid |
| 2007 | Marco Materazzi   | Inter Milan            |
| 2008 | Giorgio Chiellini | Juventus               |
| 2009 | Giorgio Chiellini | Juventus               |
| 2009 | Walter Samuel     | Inter Milan            |

## Liên kết
- Trang chủ của AIC Lưu trữ ngày 19 tháng 2 năm 2010 tại Wayback Machine